# Cucina danese

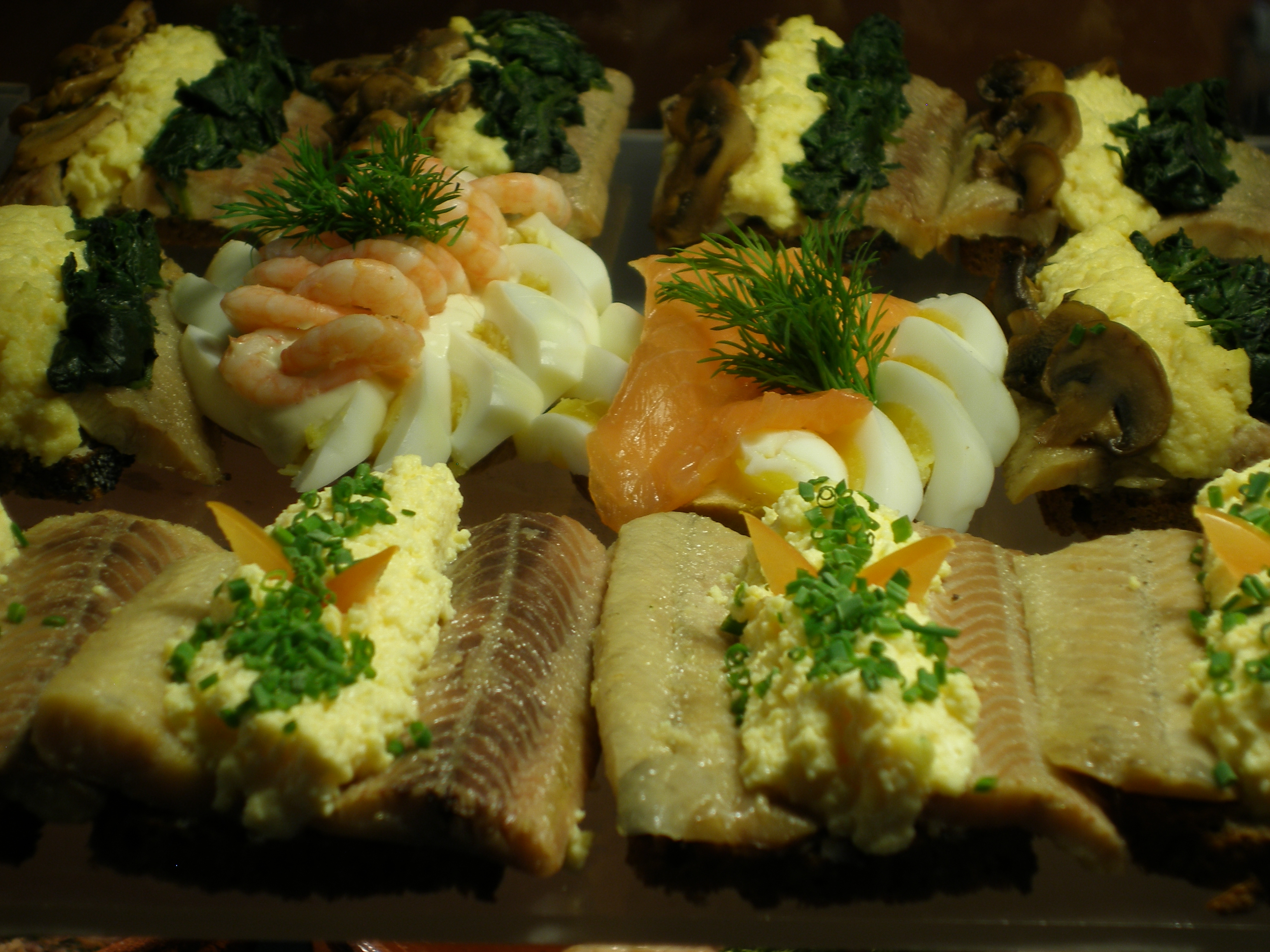
I tipici smørrebrød (aringa affumicata e uova strapazzate -in primo piano- e gamberetti/salmone affumicato, maionese e uova sode)

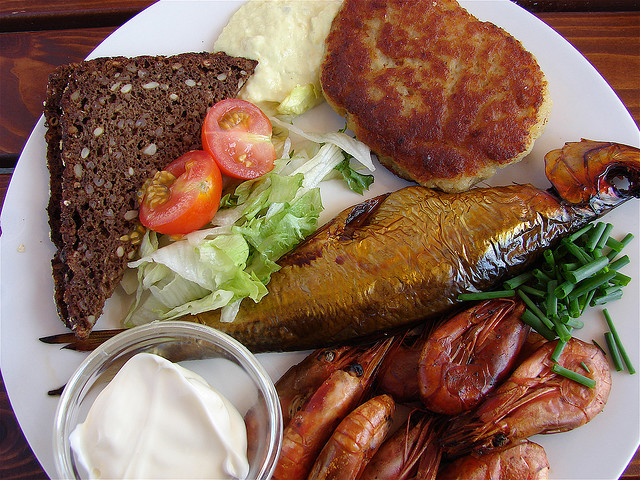
Ecco come si può presentare un pranzo sull'isola di Bornholm

La cucina danese è l'espressione dell'arte culinaria sviluppata in Danimarca. È una cucina caratterizzata per essere ricca di carboidrati, pesce e carne. Questo è dovuto, al pari dell'arte culinaria dei paesi confinanti, al clima rigido che impone una cucina ricca da un punto di vista calorico.
All'inizio degli anni 2000 la cucina danese ha subito una rivoluzione che l'ha vista affermarsi a livello internazionale. La neo gastronomia nordica è un fenomeno partito da realtà come il Noma di René Redzepi, eccellenza della ristorazione danese e che ha visto il panorama gastronomico di Copenaghen trasformarsi in uno dei più interessanti e vivaci del mondo. Al punto che molti sono oggi i ristoranti che hanno avuto riconoscimenti internazionali, da parte della Guida Michelin.

## Colazione
La colazione è a base di pane sia bianco che nero (rugbrød) servito con burro e marmellate o formaggi. Il tutto si accompagna normalmente al consumo di caffè di cui i danesi sono grandi consumatori (4º paese al mondo per consumo procapite).

## Piatti principali
I piatti tipici danesi spaziano sia tra quelli a base di pesce che di carne. Tra i primi troviamo il merluzzo bollito, l'aringa affumicata e lo sgombro. Tra i secondi di carne primeggia il flæskesteg arrosto di maiale con cotenna e lo stegt flæsk il piatto nazionale; si segnalano anche le salsicce (medisterpølse) o l'anatra arrosto ripiena di prugne secche e mele. I contorni sono a base di patate o barbabietole. Tipico pranzo della cucina danese è lo smørrebrød: una fetta di rugbrød (pane di segale) ma anche pane bianco, imburrata e ricoperta con varie combinazioni, sia di pesce che di carne - tra le più tipiche aringhe marinate o affumicate o paté di fegato di maiale. Lo smørrebrød è praticamente consumato soltanto a pranzo. Fra i cibi da strada si può menzionare il Bøfsandwich, una popolare variante dell'hamburger su cui può essere versata sopra la salsa gravy.

## Formaggi
La produzione di latticini è una tradizione radicata in Danimarca. Dal 1921, il paese offre una formazione accademica in scienze e tecnologie casearie, distinguendosi come uno dei pochi al mondo a mantenere ancora oggi questo percorso di studi[7]. L'industria casearia danese vanta una produzione variegata, che include formaggi erborinati simili al Roquefort, come il Danablu, e altri classificati come fisket ost, tra cui l'Havarti

## Dolci

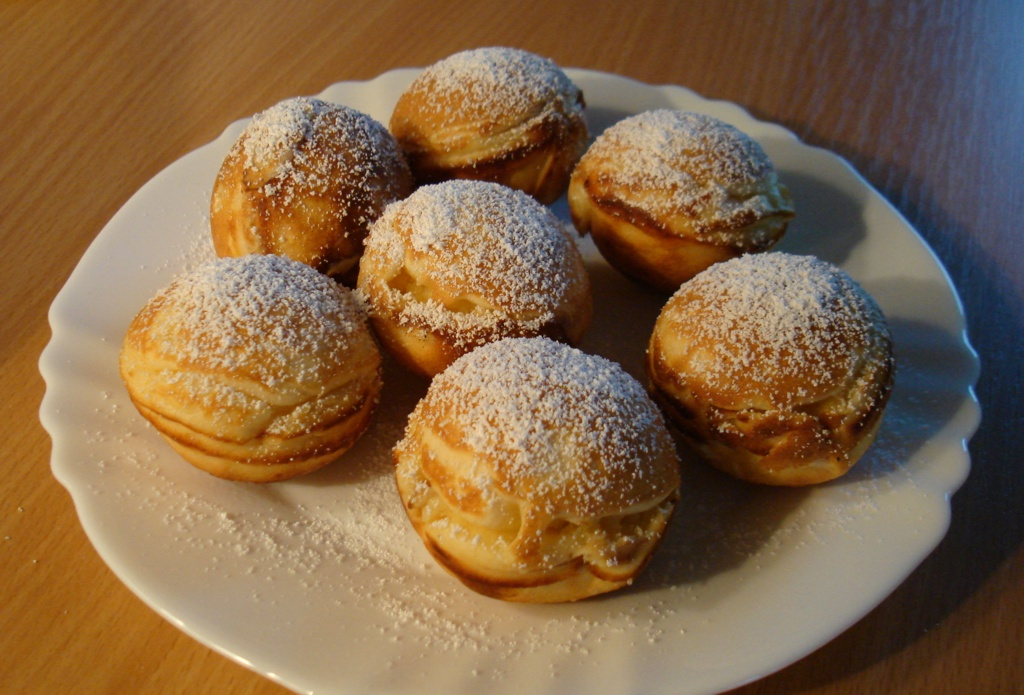
Æbleskiver

La tradizione dolciaria danese è caratterizzata dalla sua semplicità.  Di fama mondiale sono i famosi biscotti al burro danesi ed i wienerbrød (letteralmente pane di Vienna), prodotti dolciari da forno fatti di una pasta sfoglia molto ricca. I più popolari sono senza dubbio gli spandauer (con crema o marmellata e glassa) e le kanelsnegle (girelle di pasta sfoglia con cannella e zucchero). 
Tra i dessert più conosciuti vi sono: Gammeldags æblekage (letteralmente torta di mele alla vecchia maniera), un dolce a base di composta di mele, pan grattato dolce e panna montata; il rødgrød med fløde, una composta di frutti di bosco e panna; il kransekage, una torta composta da più anelli sovrapposti; e il fløderand, un budino morbido a base di panna e vaniglia (si serve di solito con fragole, ma anche altri tipi di frutta fresca o conservata). Bondepige med slør, un dolce fatto a strati di briciole di pane e crema di mele con granella di zucchero. Le æbleskiver, frittelle fatte di una pastella simile a quella delle crêpes e cotte nella æbleskivepande, una speciale padella usata unicamente per le æbleskiver simile a quella usata in Giappone per i takoyaki. Æbleskiver sono un dolce tipico natalizio e si consumano servite con marmellata, zucchero a velo, accompagnate dal gløgg, la versione danese del vin brulé.
Altrettanto degno di nota è il koldskål, una zuppa dolce a base di latticello spesso consumata con biscotti secchi inzuppati.

## Alcolici e altre bevande
Snaps, brændevin e akvavit, simili all'acquavite, sono dei distillati di grano o patate e aromatizzati con erbe e spezie. Il loro consumo si limita quasi esclusivamente ai periodi di festa - specialmente quello natalizio- o altre celebrazioni familiari. Eccone l'elenco delle più note:

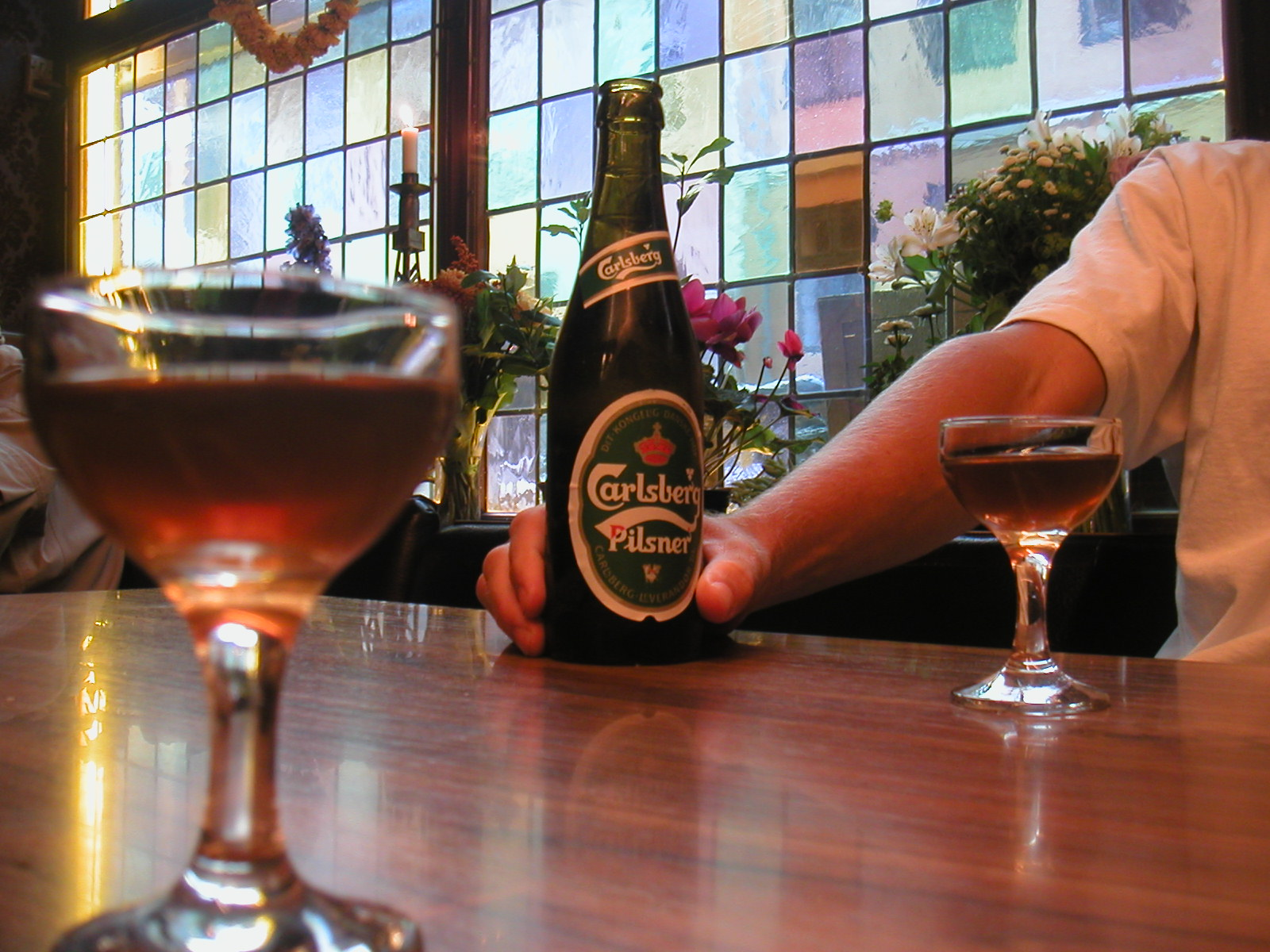
Øl og snaps, (birra e acquavite)

- Aquavit: chiamata usualmente snaps. Un distillato prodotto originariamente dalle patate (oggi principalmente da granaglie), ma, a differenza della vodka, spesso aromatizzata.[8]
- Birra: in danese øl. Il paese vanta alcune marche di birra di importanza internazionale, quali la Carlsberg, la Ceres e la Tuborg.[9]. Bere una pilsner è un'attività diffusa presso molti danesi dopo il lavoro o durante il relax. Il tipo pilsener è quello prevalente ma se ne trovano di tutti i tipi.  Recentemente sono sorti piccoli birrifici in tutto il paese con nuove birrerie.[10]
- Amari: L'amaro più popolare è il Gammel Dansk (cioè "Vecchio danese").[8]
- Caffè: Consumato in grandi quantità.
- Hyldeblomstsaft: bevanda dolce a base di sciroppo estratto dai fiori di sambuco allungato con acqua. Normalmente bevuta fredda ma anche calda durante l'inverno.[11]
- Vino: grande disponibilità di vini importati da tutto il mondo, Italia compresa. Si segnala una piccola produzione di vino danese.
- Glögg: punch fatto con vino rosso, brandy e sherry e con uva passa e mandorle. Aromatizzato con chiodi di garofano e cassia e fa parte della tradizione natalizia.[12]
- Varm kakao: cioccolata calda spesso servita ai bambini e parte essenziale della famiglia hygge.
- Mjød: idromele bevanda consumata dai Vichinghi.[13]
- Danskvand: letteralmente "acqua danese" nome con cui si indica l'acqua gassata spesso aromatizzata con limone
- Saftevand: bevanda a base di sciroppo di frutta diluito con acqua, spesso servito ai bambini